# Partido de Ação Popular
O Partido de Ação Popular ou Partido da Ação Popular (PAP; em inglês:  People's Action Party; em chinês simplificado: 人民行动党, Rénmín Xíngdòngdǎng; em malaio:  Parti Tindakan Rakyat; em tâmil:  மக்கள் செயல் கட்சி, Makkaḷ Ceyal Kaṭci) é o partido político maioritário de Singapura desde sua vitória nas eleições de 1959.   
Inicialmente fundado como um partido de centro-esquerda em 1954, o PAP teve sua facção de esquerda expulsa em 1961 por Lee Kuan Yew em meio à fusão de Singapura com a Malásia, numa tentativa de mover a ideologia do partido para o centro após sua primeira vitória eleitoral, em 1959. A partir da década de 1960, o partido passou a tender para a direita. Após o acordo de 1965, que levou à saída de Singapura da Malásia, quase toda a oposição, exceto o Partido dos Trabalhadores, boicotou as seguintes eleições de 1968 em resposta à sua incredulidade em relação à independência, então dando ao PAP a oportunidade de exercer monopólio sobre as instituições nacionais e se tornar o maior partido do país.
Entre 1965 e 1981, o PAP foi a única força política representada no parlamento até ser derrotado pelo Partido dos Trabalhadores numa eleição suplementar. No entanto, a sigla não viu a sua hegemonia efetivamente ameaçada e sempre ultrapassou 60% dos votos e 80% dos assentos em todas as eleições subsequentes. Atualmente, é partido que está ininterruptamente no poder a mais tempo entre as democracias parlamentares multipartidárias do mundo, com 62 anos consecutivos, bem como o segundo na história depois do mexicano Partido Revolucionário Institucional, que liderou por 71 anos de 1929 a 2000.
O PAP chega a ser descrito como um partido conservador de centro-direita, sendo mais precisamente socialmente conservador e economicamente liberal. O partido geralmente favorece a economia de mercado livre, tendo transformado a economia de Singapura numa das mais livres e abertas do mundo, mas por vezes envolveu-se num intervencionismo estatal reminiscente das políticas do capitalismo de bem-estar social. Notavelmente, apoiou a criação de empresas estatais, conhecidas localmente como "empresas ligadas ao governo". Isso foi feito para impulsionar a industrialização, liderar o desenvolvimento econômico e levar ao crescimento econômico, principalmente à geração de empregos, em vários setores da economia de Singapura. Socialmente, o partido apoia o comunitarismo e o nacionalismo cívico, com a coesão dos principais grupos étnicos do país (chineses, malaios e indianos) numa identidade nacional unida formando muitas das suas políticas. Na política externa, favorece a manutenção de um exército forte e robusto que sirva como garantidor da soberania contínua do país no contexto da sua posição estratégica para as finanças e o comércio internacionais.

## Recrutamento e retenção
Ao contrário de muitos partidos políticos em vários outros países que dependem da mobilização de base e de recompensas abertas pela lealdade partidária, o Partido de Ação Popular (PAP) em Singapura adota uma abordagem altamente centralizada, de cima para baixo e meritocrática para o recrutamento de candidatos, a fim de evitar nepotismo, clientelismo, caciquismo, entrismo ou qualquer forma de eleições primárias . Em vez de progredir por filiais locais ou redes faccionais, os legisladores em potencial são identificados por meio de "identificação de talentos" ( busca de executivos) por figuras seniores do governo e da indústria. Este mecanismo de triagem é projetado para atrair indivíduos com registos distintos na função pública, nas forças armadas, na academia, executivos gerenciais do setor privado ou sem fins lucrativos, ou setores profissionais como engenharia, direito, finanças, mídia de massa e assistência médica. Este sistema único de convites de pré-seleção foi concebido para manter o carácter tecnocrático, meritocrático, realpolitik e pragmático do PAP, e para evitar qualquer forma de ditaduras personalistas, populismo e polarização política .
Os candidatos potenciais surgem primeiro por meio de recomendações de ativistas do PAP, líderes empresariais, membros do Parlamento e altos funcionários públicos. A cada ano, cerca de cem indivíduos — muitos dos quais estudaram ou trabalharam no estrangeiro — são convidados para "sessões de chá" com 2 a 3 ministros em exercício, durante as quais se envolvem em discussões aprofundadas que duram até duas horas e meia (às vezes sem o conhecimento inicial do entrevistado, sobre a verdadeira intenção da(s) sessão(ões) de chá, que é um eufemismo para entrevistas informais de prospeção pelo PAP, para candidatura nas próximas eleições gerais de Singapura ). Os pré-selecionados então enfrentam duas entrevistas formais conduzidas por um painel de alto nível na sede do partido; os entrevistados bem-sucedidos reúnem-se novamente com os ministros, embora a aprovação final recaia sobre o Comité Executivo Central (CEC) antes que os entrevistados bem-sucedidos sejam "convidados a juntar-se à política". Na preparação para uma eleição, os candidatos aprovados são designados para acompanhar os deputados em exercício e recebem formação em oratória e comunicação social.
Além disso, um pequeno número de recrutas — tipicamente cinco ou seis por ciclo eleitoral — é selecionado para avaliação psicológica adicional com base num sistema de avaliação desenvolvido pela Shell-Oil. Estes candidatos são submetidos a um exame de um dia e meio com mais de 1.000 perguntas para avaliar a sua personalidade e disposição, e então são selecionados como potenciais talentos ministeriais. Embora o PAP apresente este processo elaborado e multietapas como um meio de defender a "meritocracia" ao escolher o "melhor homem ou mulher para o cargo", os críticos argumentam que a forte dependência de redes de elite e pedigrees profissionais torna o sistema fundamentalmente elitista e propenso ao pensamento de grupo, em vez de genuinamente aberto à sociedade em geral, especialmente à classe trabalhadora, que pode compartilhar um ambiente socioeconómico diferente e a visão de mundo resultante.
Embora apenas uma fração dos potenciais candidatos pré-selecionados sejam selecionados para representar o partido nas eleições gerais, nem todos os convidados a juntar-se ao conjunto de candidatos do PAP aceitam a oferta do PAP. Muitos recusam por razões pessoais ou profissionais — alguns enfrentam restrições do empregador, outros enfrentam oposição familiar ou simplesmente sentem que a política não é para eles. Da mesma forma, quando se trata de manter os deputados do PAP em serviço em Singapura, apesar dos salários elevados dos ministros e membros do Parlamento em Singapura, um pequeno número também opta por não procurar a reeleição ou afastar-se antes de qualquer eleição, citando considerações pessoais, familiares, de estilo de vida ou de carreira semelhantes.

## Ideologia
Desde os primeiros anos do governo do PAP, a ideia de sobrevivência tem sido um tema central da política de Singapura. A maioria dos analistas discerniu quatro ideologias principais do PAP, sendo elas: pragmatismo, meritocracia, multirracialismo, valores asiáticos ou comunitarismo. Em janeiro de 1991, o partido apresentou o White Paper on Shared Values, tentando criar uma ideologia nacional e institucionalizar os valores asiáticos. O partido também diz ter rejeitado o que considera ser uma "democracia liberal de estilo ocidental".
Quanto a economia, o partido sempre aceitou a necessidade de se realizar investimento no bem-estar social, bem como intervencionismo econômico e keynesianismo. No entanto, as políticas de mercado livre têm sido populares desde a década de 1980, dado a implementação mais ampla de meritocracia na sociedade civil e a posição extremamente alta de Singapura nos índices de liberdade econômica, segundo instituições internacionais como o Banco Mundial e o Fundo Monetário Internacional.
Ainda que cética quanto à ideais comunistas, a sigla formou uma breve aliança conjunta com seus co-fundadores pró-trabalhismo, que foram acusados de serem comunistas, contra o colonialismo em Singapura durante os seus primeiros anos. Em 2015, alguns observadores o descreveram como tendo adotado uma abordagem de centro-esquerda em certas áreas para manter-se eleitoralmente dominante.
Durante as primeiras décadas no poder, o PAP praticou um "socialismo pragmático", caracterizado pela rejeição à nacionalização. De acordo com a acadêmica e diplomata singapurense Chan Heng Chee, no final da década de 1970, o credo intelectual do governo baseava-se explicitamente em uma filosofia de autossuficiência, semelhante ao individualismo visto no capitalismo estadunidense. Apesar disso, o partido ainda afirmava ser socialista, apontando a sua regulação do sector privado, intervenção na economia e políticas sociais como prova disso. O PAP foi membro da Internacional Socialista de 1951 a 1976, tendo renunciado à organização depois do Partido do Trabalho dos Países Baixos propor expulsá-lo, acusando-o de suprimir a liberdade de expressão.
De acordo com o professor universitário honconguês Kenneth Paul Tan, o governo do PAP reformulou a Constituição sem muita obstrução graças a sua esmagadora maioria no Parlamento, conseguindo introduzir constituintes com muitos membros, parlamentares não eleitos e outras mudanças institucionais que fortaleceram seu o domínio e controle. Também propagou a ideia de que o pragmatismo e as considerações econômicas triunfam sobre a responsabilidade, a transparência, os limites e contrapesos. Baseando-se em uma noção de valores confucionistas e cultura asiática para construir baluartes ideológicos, o governo do PAP conseguiu justificar o seu déficit de democracia liberal e os meios autoritários.

## Resultados eleitorais

### Eleições legislativas
| Data | Cl. | Votos     | %     | +/-  | Deputados | +/-     | Status   |
| ---- | --- | --------- | ----- | ---- | --------- | ------- | -------- |
| 1955 | 4.º | 13.634    | 8,7%  |      | 3 / 25    |         | Oposição |
| 1959 | 1.º | 281.891   | 54,1% | 45,4 | 43 / 51   | 40      | Governo  |
| 1963 | 1.º | 272.924   | 46,9% | 7,2  | 37 / 51   | 6       | Governo  |
| 1968 | 1.º | 65.812    | 86,7% | 39,8 | 58 / 58   | 21      | Governo  |
| 1972 | 1.º | 524.892   | 70,4% | 16,3 | 65 / 65   | 7       | Governo  |
| 1976 | 1.º | 590.169   | 74,1% | 3,7  | 69 / 69   | 4       | Governo  |
| 1980 | 1.º | 494.268   | 77,7% | 3,6  | 75 / 75   | 6       | Governo  |
| 1984 | 1.º | 568.310   | 64,8% | 12,9 | 77 / 79   | 2       | Governo  |
| 1988 | 1.º | 848.029   | 63,2% | 1,6  | 80 / 81   | 3       | Governo  |
| 1991 | 1.º | 477.760   | 61,0% | 2,2  | 77 / 81   | 3       | Governo  |
| 1997 | 1.º | 465.751   | 65,0% | 4,0  | 81 / 83   | 4       | Governo  |
| 2001 | 1.º | 470.765   | 75,3% | 10,3 | 82 / 84   | 1       | Governo  |
| 2006 | 1.º | 747.860   | 66,6% | 8,7  | 82 / 84   | Estável | Governo  |
| 2011 | 1.º | 1.212.154 | 60,1% | 6,5  | 81 / 87   | 6       | Governo  |
| 2015 | 1.º | 1.579.183 | 69,8% | 9,7  | 83 / 89   | 2       | Governo  |
| 2020 | 1.º | 1.527.491 | 61,2% | 8,6  | 83 / 93   | Estável | Governo  |